# Santa Rosa de Goiás
Santa Rosa de Goiás é um município brasileiro do estado de Goiás.

## História
A fundação do povoado de Santa Rosa teve origem, em 1954, em terras da fazenda Santa Rosa, quando Manoel Cardoso da Silva e Hermelino Rosa Júnior fixaram-se no local, procedendo ao loteamento do terreno para a formação de uma cidade. O surgimento do povoado decorreu de interesse comercial dos fundadores pelas transações imobiliárias, ressaltando-se a alta fertilidade das terras para agricultura e pecuária.
A abertura de novos loteamentos concorreu para o crescimento da povoação que, pela Lei Municipal n° 14, de 25 de junho de 1958, passou à categoria de distrito, pertencente ao Município de Petrolina de Goiás.
Em decorrência de seu notável desenvolvimento, formado na agropecuária, o distrito, antes de sua instalação, elevou-se a município, pela Lei Estadual n° 2092, de 14 de novembro de 1958, com o novo topônimo de BRASILÂNIA, que significa “região do Brasil”, por influência de “Brasília”, instalado em 1° de janeiro de 1959.
Pela Lei Estadual n° 5010, de 14 de novembro de 1963, sua denominação foi mudada para “SANTA ROSA DE GOIÁS”, como referência à fazenda que lhe deu origem e distinguindo-se de topônimos iguais.
Gentílico: santa-rosense
FORMAÇÃO ADMINISTRATIVA
Distrito criado com a denominação de Brasilânia ex-povoado, pela lei municipal n° 14, de 25-06-1958, subordinado ao município de Petrolina de Goiás.
Elevado à categoria de município com a denominação de Brasilânia, pela lei estadual n° 2092, de 14-11-1958, desmembrado de Petrolina de Goiás. Sede no atual distrito de Brasilânia ex-povoado de Santa Rosa. Constituído do distrito sede. Instalado em 01-01-1959.
Em divisão territorial datada de 1-VII-1960, o município é constituído do distrito sede.
Pela lei estadual n° 5010, de 14-11-1963, o município de Brasilânia passou a denominar-se Santa Rosa de Goiás.
Em divisão territorial datada de 31-12-1963, o município é constituído do distrito sede.
Assim permanecendo em divisão territorial datada de 2007.

## Geografia
Sua população estimada em 2004 era de 3.325 habitantes.

### Rodovias
- GO-330
- GO-426

## Economia
Sua principal atividade econômica é a agricultura e a criação de gado.

## Turismo
Conhecida por sua famosa "Festa do Peão" que reúne pessoas de todas as cidades da região metropolitana de Goiânia e do Centro Goiano. Geralmente ocorre no mês de julho, com desfile de cavaleiros, atrações da música sertaneja de Goiás, Rodeios em touro e cavalo, show pirotécnico, barracas de comidas típicas, etc.